# Kannafélék
A kannafélék vagy rózsanádfélék (Cannaceae) a gyömbérvirágúak (Zingiberales) rendjének egyik monogenerikus családja. A kladogramon az egyszikűek (Liliopsida) kládját zárják, monofiletikus csoportot alkotva a nyílgyökérfélék (Marantaceae) családjával. A korábbi rendszerekben is hasonlóan a gyömbérvirágúak között szerepelt, a csoportot a kladisztikus taxonómia kora előtt is monofiletikusan kezelték, és hasonlóan rendszerezték. A kannafélék morfológiája eléggé egységes, melyet az alábbi pontokban tömören összegzünk.

## Jellegzetességeik

### A hajtásrendszer
A kannák évelő, lágy szárú növények, földalatti rizómával, mely lehet vékony gyöktörzsszerű vagy erőteljesebb gumó. Magasságuk a fél és 4 m között változik. Ebből levélhüvelyre emlékeztető allevelek, és méretes lomblevelek fejlődnek ki. A levéllemez és levélnyél élesen nem különül el egymástól.
A banánfélékre (Musaceae) jellemző áltörzs itt is kialakul, az egymást borító, szoros levélhüvelyek rétegeiből. Virágzáskor a virágzati tengely túlnő a hajtáson, és a lomblevelek zónája fölött bontakoznak ki az igen tetszetős virágok.

### A szaporodás
A virágok minden esetben kétivarúak, és igen érdekes módon aszimmetrikusak. Három, nem egészen egyforma csészelevél tetőcserépszerűen fedi egymást, a pártát három sziromlevél alkotja, melyek közül az egyik jóval kisebb, mint a másik kettő.
A porzónak csak az egyik fele termékeny – mely egy portokot visel két pollenzsákkal –, a másik sziromszerű sztaminódiummá (staminodium) alakult, és takarólevélként működik. A párta és a sztaminódium(ok) egymással összenőve egy ún. pártacsövet hoznak létre. A termő alsóállású, háromrekeszű. A magház rekeszeinek válaszfalaiban találhatók a nektártermelő szeptális mirigyek, melyeknek kivezetőcsövük a pártacső aljára nyílik. A termő bőrszövetén számos nedvdús dudor helyezkedik el, már fiatalon is.
Magkezdemények száma igen sok, méretük apró. A termés tok, mely csúcsán lyukakkal nyílik (ezek valójában igen apró repedések). A magkezdemények a termésben szőrképletekbe vannak beágyazva, melyek a köldökzsinórból alakultak ki, de a magok kiszóródása után is a termésben maradnak. A magokat körülvevő tápszövet vékony rétegű.

## Elterjedésük és jellegzetes fajaik
A kannafélék igen specializált és fejlett egyszikűek. Egyetlen nemzetsége a kanna (Canna), mintegy 30 fajával. Őshazájuk Amerika trópusi és szubtrópusi területei, ahol a humuszban gazdag erdőket kedvelik, de mocsarak és lápok partján is tömegével jelentkeznek. Afrika és Ázsia területeire betelepült fajok nagy része elvadult, és néhol nagy mennyiségben elszaporodtak. Magyarországon igen kedvelt és elterjedt dísznövények, a kána virág számos kerti változata ismert. Levél- és virágszín-változatosságuk hihetetlen. Intenzív nemesítésük az 1840-es években kezdődött, Magyarországon is sok kertész foglalkozott a kannákkal (pl. Mühle Árpád, aki egy 1906-ban kiadott jegyzetében 1100 kannaváltozatot sorolt fel!). A kertekben ültetett barna színváltozat hibridfaj (Canna x generalis).